# د پینکل ات سیمفنی پلیس
د پینکل ات سیمفنی پلیس (انگلیسی: The Pinnacle at Symphony Place) یک آسمان‌خراش ۲۹ طبقه از نوع اداری و خرده‌فروشی در نشویل، تنسی است. این ساختمان به طور رسمی در تاریخ ۱۰ فوریه ۲۰۱۰ افتتاح شد.